# Macropodanthus
Macropodanthus là một chi thực vật có hoa trong họ, Orchidaceae.